# أليسيا كاسترو
أليسيا كاسترو (27 ديسمبر 1994 - ) (بالإسبانية: Alicia Castro)‏ هي لاعبة كرة طائرة المكسيك.